# Fede Álvarez
Fede Álvarez, född 9 februari 1978, är en uruguayansk filmregissör.
2009 släppte han en kortfilm på Youtube med namnet Ataque de Pánico. Kortfilmen blev en viral succé, och Hollywood fick upp ögonen för Álvarez. 2013 gjorde han sin långfilmsregidebut med Evil Dead, en nyinspelning av skräckfilmen från 1981. Filmens framgång ledde till att Álvarez fick erbjudanden om att regissera andra storfilmer, men han tackade nej. Istället regisserade han filmen Don't Breathe, som blev en stor kassasuccé.

## Filmografi (i urval)
- 2013 – Evil Dead
- 2016 – Don't Breathe
- 2018 – The Girl in the Spider's Web
- 2024 – Alien: Romulus